# Hirskyj Tikytsch
Hirskyj Tikytsch (ukrainisch Гірський Тікич; russisch Горный Тикич Gorny Tikitsch) ist der rechte Quellfluss des Tikytsch, dem rechten Quellfluss der Synjucha, in der Ukraine. 
Der Fluss befindet sich im Einzugsgebiet des Südlichen Bug. 
Er hat eine Länge von 167 km und entwässert ein Areal von 3510 km².
An dem Fluss, in dessen Tal die Stadt Talne liegt, gibt es zwei Wasserkraftwerke und mehrere Stauseen. Deren Wasser wird zur Bewässerung verwendet.

## Nebenflüsse
siehe Liste der Flüsse in der Ukraine#Flusssystem Südlicher Bug